# Coupe du Portugal de football 2025-2026
Navigation
Coupe du Portugal 2024-2025 Coupe du Portugal 2026-2027
La Coupe du Portugal de football 2025-2026 ou Taça de Portugal 2025-2026 en portugais, est la 86e édition de la Coupe du Portugal de football.
La compétition débute avec les matches du premier tour le 30 août 2025 et se termine avec la finale le 24 mai 2026 au Stade national du Jamor à Oeiras.
Le vainqueur se qualifie pour la phase de ligue de la Ligue Europa 2026-2027.

## Format
Au total, 149 équipes s'affronteront dans la Coupe du Portugal 2025-2026 : 

- 18 équipes de Liga Portugal Betclic
- 15 équipes de Liga Portugal 2 Meu Super
- 18 équipes de Liga 3
- 54 équipes du Campeonato de Portugal
- 44 équipes des Ligues de districts de football du Portugal

Note : les équipes "B" ne participent pas à la Coupe du Portugal.
| Tour                       | Clubs restants | Clubs impliqués | Vainqueur du tour précédent | Nouvelles entrées dans ce tour | Ligues entrantes dans ce tour                                                                                            |
| -------------------------- | -------------- | --------------- | --------------------------- | ------------------------------ | --- |
| Premier Tour               | 149            | 78+38           | aucun                       | 116                            | Liga 3 (3e) : 18 clubs Campeonato de Portugal (4e) : 54 clubs Ligues de districts de football du Portugal (5e): 44 clubs |
| Deuxième Tour              | 110            | 92              | 39+38                       | 15                             | Liga Portugal 2 Meu Super (2e) : 15 clubs                                                                                |
| Trente-deuxièmes de finale | 64             | 64              | 46                          | 18                             | Liga Portugal Betclic (1re) : 18 clubs                                                                                   |
| Seizièmes de finale        | 32             | 32              | 32                          | aucun                          | aucun |
| Huitièmes de finale        | 16             | 16              | 16                          | aucun                          | aucun |
| Quarts de finale           | 8              | 8               | 8                           | aucun                          | aucun |
| Demi-finales               | 4              | 4               | 4                           | aucun                          | aucun |
| Finale                     | 2              | 2               | 2                           | aucun                          | aucun |

## Équipes
| - FC Alverca - FC Arouca - AVS Futebol SAD - SL Benfica - SC Braga - Casa Pia AC - GD Estoril-Praia - CF Estrela da Amadora - FC Famalicão | - Gil Vicente FC - Moreirense FC - CD Nacional - FC Porto - Rio Ave FC - CD Santa Clara - Sporting CP - CD Tondela - Vitória SC |

| - Académico Viseu FC - GD Chaves - SC Farense - CD Feirense - FC Felgueiras - Leixões SC - Lusitânia de Lourosa FC - CS Marítimo | - FC Paços de Ferreira - FC Penafiel - Portimonense SC - SC União Torreense - UD Oliveirense - UD de Leiria - FC Vizela |

| \| Groupe A - AD Marco 09 - AD Sanjoanense - Amarante FC - AD Fafe - SC São João de Ver - CD Trofense - USC Paredes - Varzim SC \| Groupe B - SU 1º Dezembro - Académica de Coimbra - Amora FC - Atlético CP - CF Os Belenenses - Caldas SC - CD Mafra - Lusitano Évora - SC Covilhã - União Santarém \| | |
| Groupe A - AD Marco 09 - AD Sanjoanense - Amarante FC - AD Fafe - SC São João de Ver - CD Trofense - USC Paredes - Varzim SC | Groupe B - SU 1º Dezembro - Académica de Coimbra - Amora FC - Atlético CP - CF Os Belenenses - Caldas SC - CD Mafra - Lusitano Évora - SC Covilhã - União Santarém |

### Campeonato de Portugal
| Série A - AR São Martinho - GD Bragança - Brito SC - AD Camacha - CD Celoricense - AD Os Limianos - AD Machico - SC Mirandela - Monção - CD Ribeira Brava - FC Tirsense - SC Vianense - Vilaverdense FC | Série B - FC Alpendorada - Anadia FC - Aparecida FC - SC Beira-Mar - CD Cinfães - CD Gouveia - Florgrade FC - GD Resende - Leça FC - Rebordosa AC - SC Salgueiros - União Lamas - AC Vila Meã - SC Vila Real | Série C - Sport Benfica e Castelo Branco - CD Fátima - Eléctrico FC - Oliveira do Hospital - JD Lajense - Lusitânia dos Açores - CF Os Marialvas - AC Marinhense - Mortágua FC - Naval 1893 - GD Peniche - GD Samora Correia - União da Serra - Vitória de Sernache | Série D - GD Alcochetense - AC Malveira - UF Comércio e Indústria - GD Lagoa - Juventude Évora - Louletano DC - LGC Moncarapachense - O Elvas CAD - Clube Oriental - Portimonense 2 - FC Serpa - SU Sintrense - Vasco da Gama Vidigueira |

### Ligues de districts de football du Portugal
| Algarve AF - CDR Quarteirense - Silves FC Angra do Heroísmo AF - FC Urzelinense - SC Angrense Aveiro AF - AD Ovarense - SC Espinho Beja AF - FC Castrense - CD Almodôvar Braga AF - CD Celeirós - SC Maria da Fonte Bragança AF - AD Rebordelo - FC Vinhais | Castelo Branco AF - CA Fundão - GD Águias do Moradal Coimbra AF - GD Sourense - Ançã FC Évora AF - GD Portel - Sp. Viana Guarda AF - SC Celoricense - AD Fornos de Algodres Horta AF - Fayal SC - CD Lajense Leiria AF - AD Portomosense - GD Os Nazarenos | Lisbon AF - SG Sacavenense - Desportivo O. Moscavide Madeira AF - AD Pontassolense - Estrela da Calheta FC Ponta Delgada AF - CD Rabo de Peixe - Operário Lagoa Portalegre AF - FC Mosteirense - CD Portalegrense Porto AF - GCD Vila Caiz - União Nogueirense FC Santarém AF - SC Ferreira do Zêzere - AD Fazendense | Setúbal AF - Charneca de Caparica FC - Olímpico Montijo Viana do Castelo AF - SC Valenciano - ADC Correlhã Vila Real AF - GD Valpaços - Vidago FC Viseu AF - AD Castro Daire - CF Carregal do Sal |

## Premier Tour
Le premier tour est constitué de 78 clubs.
 Les 39 vainqueurs des rencontres qui ont lieu entre le 30 août et 14 septembre 2025, sont qualifiés pour le deuxième tour.
| Résultats : Premier tour de la Coupe du Portugal 2025-2026. |

## Deuxième Tour
Entrée en lice des 15 clubs de Liga Portugal 2 Meu Super.
Les 46 vainqueurs des rencontres qui ont lieu entre le 20 et 21 septembre 2025, sont qualifiés pour le troisième tour.
| Liga Portugal Betclic | Liga Portugal 2 SABSEG | Liga 3 | Campeonato de Portugal | Ligues de districts | Total  |
| --------------------- | ---------------------- | ------ | ---------------------- | ------------------- | ------ |
| Non entrée            | 15/15                  | -/18   | -/54                   | -/44                | 92/149 |

| Résultats : Deuxième tour de la Coupe du Portugal 2025-2026. |

## Troisième tour
Entrée en lice des 18 clubs de Liga Portugal Betclic. 
| Liga Portugal Betclic | Liga Portugal 2 SABSEG | Liga 3 | Campeonato de Portugal | Ligues de districts | Total  |
| --------------------- | ---------------------- | ------ | ---------------------- | ------------------- | ------ |
| 18/18                 | -/15                   | -/18   | -/54                   | -/44                | 64/149 |

| Date         | Locaux | Score | Visiteurs |
| ------------ | ------ | ----- | --------- |
| octobre 2025 |        | -     |           |
| octobre 2025 |        | -     |           |
| octobre 2025 |        | -     |           |
| octobre 2025 |        | -     |           |
| octobre 2025 |        | -     |           |
| octobre 2025 |        | -     |           |
| octobre 2025 |        | -     |           |
| octobre 2025 |        | -     |           |
| octobre 2025 |        | -     |           |
| octobre 2025 |        | -     |           |
| octobre 2025 |        | -     |           |
| octobre 2025 |        | -     |           |
| octobre 2025 |        | -     |           |
| octobre 2025 |        | -     |           |
| octobre 2025 |        | -     |           |
| octobre 2025 |        | -     |           |
| octobre 2025 |        | -     |           |
| octobre 2025 |        | -     |           |
| octobre 2025 |        | -     |           |
| octobre 2025 |        | -     |           |
| octobre 2025 |        | -     |           |
| octobre 2025 |        | -     |           |
| octobre 2025 |        | -     |           |
| octobre 2025 |        | -     |           |
| octobre 2025 |        | -     |           |
| octobre 2025 |        | -     |           |
| octobre 2025 |        | -     |           |
| octobre 2025 |        | -     |           |
| octobre 2025 |        | -     |           |
| octobre 2025 |        | -     |           |
| octobre 2025 |        | -     |           |
| octobre 2025 |        | -     |           |
| octobre 2025 |        | -     |           |

Légende : (LP) = Liga Portugal, (LP2) = Liga Portugal 2, (L3) = Liga3

Légende : (CP) = Campeonato de Portugal, (LD) = Ligues de districts